# Interrupce v Lucembursku
Interrupce v Lucembursku byla legalizována 15. listopadu 1978. Do dvanácti týdnů po početí (čtrnácti týdnů po poslední menstruaci) může žena po čekací lhůtě tři dny a po dvou konzultacích s lékařem, jedné zdravotní a jedné psycho-sociální, podstoupit potrat. Potrat v pozdějších fázích lze podstoupit pouze tehdy, když dva lékaři potvrdí, že matka nebo plod jsou v nebezpečí. Nezletilé pacientky musí na schůzky a samotný potrat doprovázet důvěryhodný dospělý. Potraty lze provádět v nemocnicích, na klinikách a v lékařské ordinaci.
Než reformy v roce 2012 prošly, byly potraty v prvních dvanácti týdnech povoleny pouze v případě ohrožení tělesného nebo duševního zdraví matky, vážného rizika, že se dítě narodí s vážnou nemocí nebo vážnými vadami, nebo těhotenství v důsledku znásilnění. Nezletilé pacientky potřebovali k potratu získat souhlas rodičů a potraty bylo možné provádět pouze v nemocnicích a na klinikách.
Mnoho lékařů v Lucembursku odmítá potraty poskytovat. Lékaři, kteří se rozhodnou neprovádět potraty, nebo toho nejsou schopni, jsou povinni podle zákona z roku 2012 pacientku odkázat k jinému praktickému lékaři.